# Remington 870
La Remington 870 es una escopeta de corredera estadounidense, fabricada por la empresa Remington Arms. Es ampliamente empleada por civiles para tiro deportivo, cacería y defensa personal. También es habitualmente empleada por agencias policiales y fuerzas armadas alrededor del mundo.

## Desarrollo
La Remington 870 fue el cuarto diseño más importante de una serie de escopetas de corredera Remington. John Pedersen diseñó la frágil Remington Modelo 10 (y más tarde la mejorada Remington Modelo 29). Trabajando con John Moses Browning, Pedersen también colaboró en el diseño de la escopeta Remington Modelo 17, que fue adoptada por Ithaca como la Ithaca 37 y además sirvió como base para la Remington Modelo 31. La escopeta Modelo 31 era muy apreciada, pero luchó para lograr ventas al lado de la Winchester Modelo 12. Remington buscó remediar esto en 1950 al introducir al mercado una escopeta moderna, estilizada, resistente, fiable y relativamente barata, la 870 Wingmaster.
Las ventas de la 870 se han mantenido estables. Para 1973 se llegó a los dos millones de escopetas vendidas (diez veces la cantidad de escopetas Modelo 31 que reemplazó). Para 1996, impulsadas por el modelo "Express" básico, las ventas alcanzaron los siete millones de escopetas. El 13 de abril de 2009 se produjo la escopeta 870 número diez millones, por lo que la Remington 870 posee el récord de la escopeta más vendida de la historia.

## Detalles de diseño
La Remington 870 es alimentada desde abajo, tiene un cajón de mecanismos con portilla de eyección, un depósito tubular bajo el cañón, dos barras de empuje, martillo interno y un cerrojo que se fija en una extensión del cañón. Esta escopeta viene con un tapón dentro de su depósito tubular, que le reduce su capacidad a dos cartuchos para poder cazar. Su acción, cajón de mecanismos, sistema del gatillo y retén de la corredera son similares a los empleados en los fusiles y carabinas de corredera Remington Modelo 7600. Su sistema de gatillo fue empleado por vez primera en la escopeta semiautomática Remington 11-48. Además se le puede montar culatas para escopetas calibre 20. Varias piezas de la Remington 870 son intercambiables con piezas de las escopetas semiautomáticas Remington 1100 y Remington 11-87.
Los primeros modelos de la 870 eran vendidios con estranguladores fijos. En 1986, Remington introduce el nuevo sistema "Rem Choke" de chokes atornillables (que también se instaló en las escopetas semiautomáticas Remingtom 1100). Inicialmente, las escopetas con este sistema tenían cañones de 533,4 mm (21 pulgadas), 660,4 mm (26 pulgadas) y 711,2 mm (28 pulgadas). Al año siguiente, estuvo disponible para escopetas con cañones de 508 mm (20 pulgadas) y de otras longitudes.
Las primeras escopetas Remington 870 tenían un fallo de diseño, donde el tirador podía "jalar a medias" la acción –no jalar el guardamano hasta el final de su recorrido al recargar– o introducir a medias un cartucho en el depósito al cargarlo. Esto hacía que la acción se bloqueara, necesitando ejercer fuerza sobre esta o incluso desarmar la escopeta para repararla. Este problema fue resuelto con la introducción de la teja elevadora "Flexi Tab". Las escopetas que tienen esta modificación son reconocibles por la forma en "U" de teja elevadora, visible desde la parte inferior del arma. Esto permite al cartucho ir sobre la teja elevadora sin bloquear la acción.

## Variantes
Hay centenares de variantes de la Remington 870. A partir de los quince modelos originales, Remington produce actualmente docenas de modelos para el mercado civil, policial y militar. Las variantes de la 870 se pueden agrupar en:
- Wingmaster – De acero pavonado, con culata y guardamanos de nogal laqueado o satinado. Tiene un depósito con capacidad de 3 cartuchos.
- Police – De acero pavonado o fosfatado, con culata y guardamanos de nogal satinado, madera dura o plástico. Sus piezas son de gran resistencia y esto modelos son más inspeccionados durante su ensamblaje.
- Marine – Niquelada, con culata y guardamanos de plástico.
- Express – De acero granallado fosfatado, con culata y guardamanos de madera laminada. Es el modelo de menor costo de la serie.
- Super Magnum – Calibrada para cartuchos del 12 de 3½ pulgadas.
- XCS - Cubierta con TriNyte externamente y niquelada internamente. Tiene culata y guardamanos "speedfeed".
- Mark 1 – adoptada por el Cuerpo de Marines de los Estados Unidos a fines de la década de 1960 y empleada hasta el presente. La Model 870 Mark 1 tiene un cañón de 530 mm (21 pulgadas) y un depósito alargado que incrementa su capacidad total a 8 cartuchos, además de estar equipada con un adaptador que le permite montar la bayoneta M7 del M16.[8][11]

### Versiones chinas
La empresa armera china Norinco ha producido copias sin licencia de la Remington 870, debido a que las patentes del diseño han caducado. Los modelos más comunes son la Norinco HP9-1 y la M-98, que se distinguen porque la primera viene con cañones de 317,5 mm o 355 mm (12,5 o 14 pulgadas) y la segunda tiene un cañón de 470 mm (18,5 pulgadas). Como en Estados Unidos no se puede importar la mayoría de productos Norinco, esta escopeta fue importada y vendida con las marcas Norinco Hawk 982 e Interstate Hawk 982.

## Usuarios

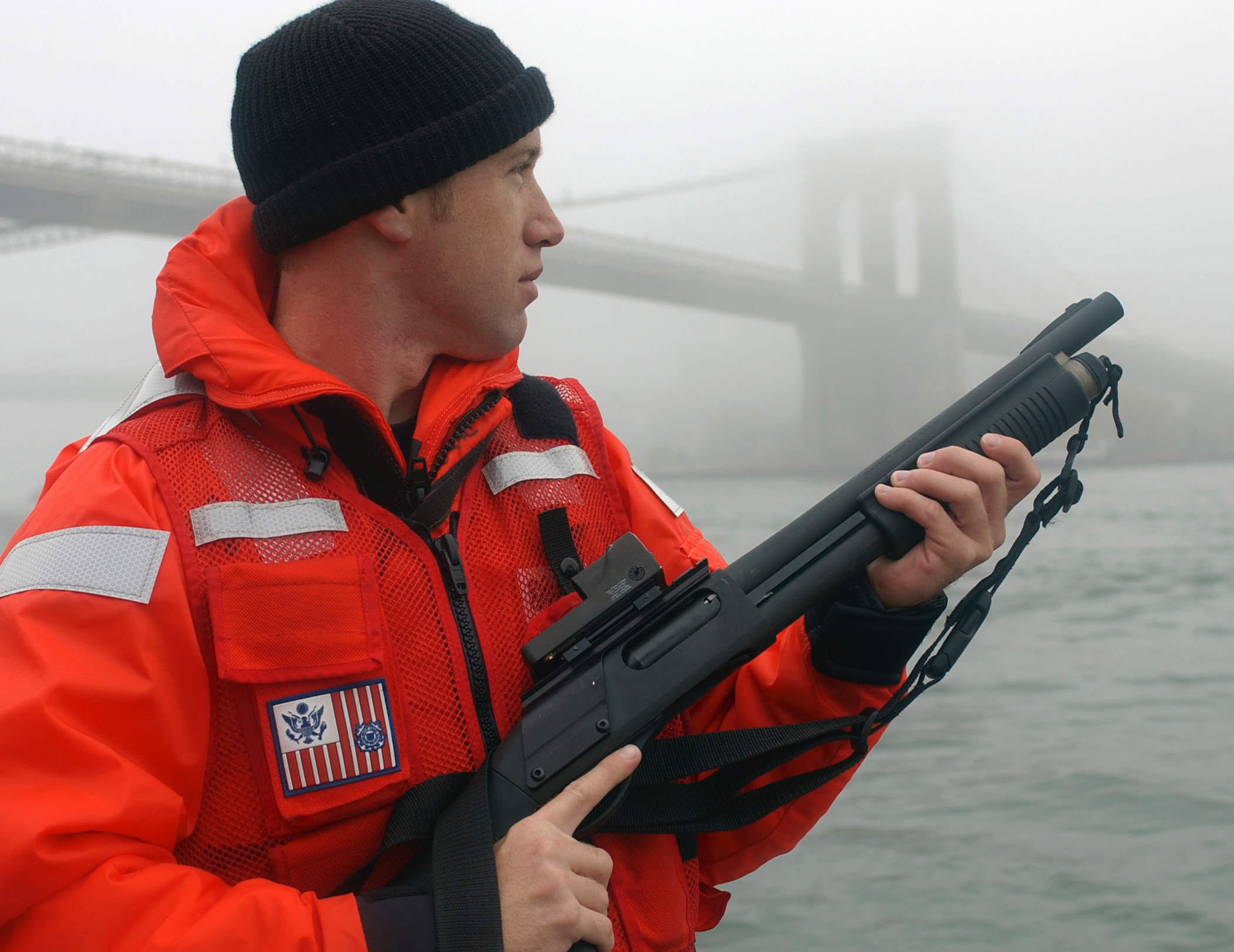
Un contramaestre del Equipo de Seguridad Marítima 91106 de la Guardia Costera de los Estados Unidos, armado con una M870P equipada con mira réflex Trijicon y guardamanos Speedfeed.

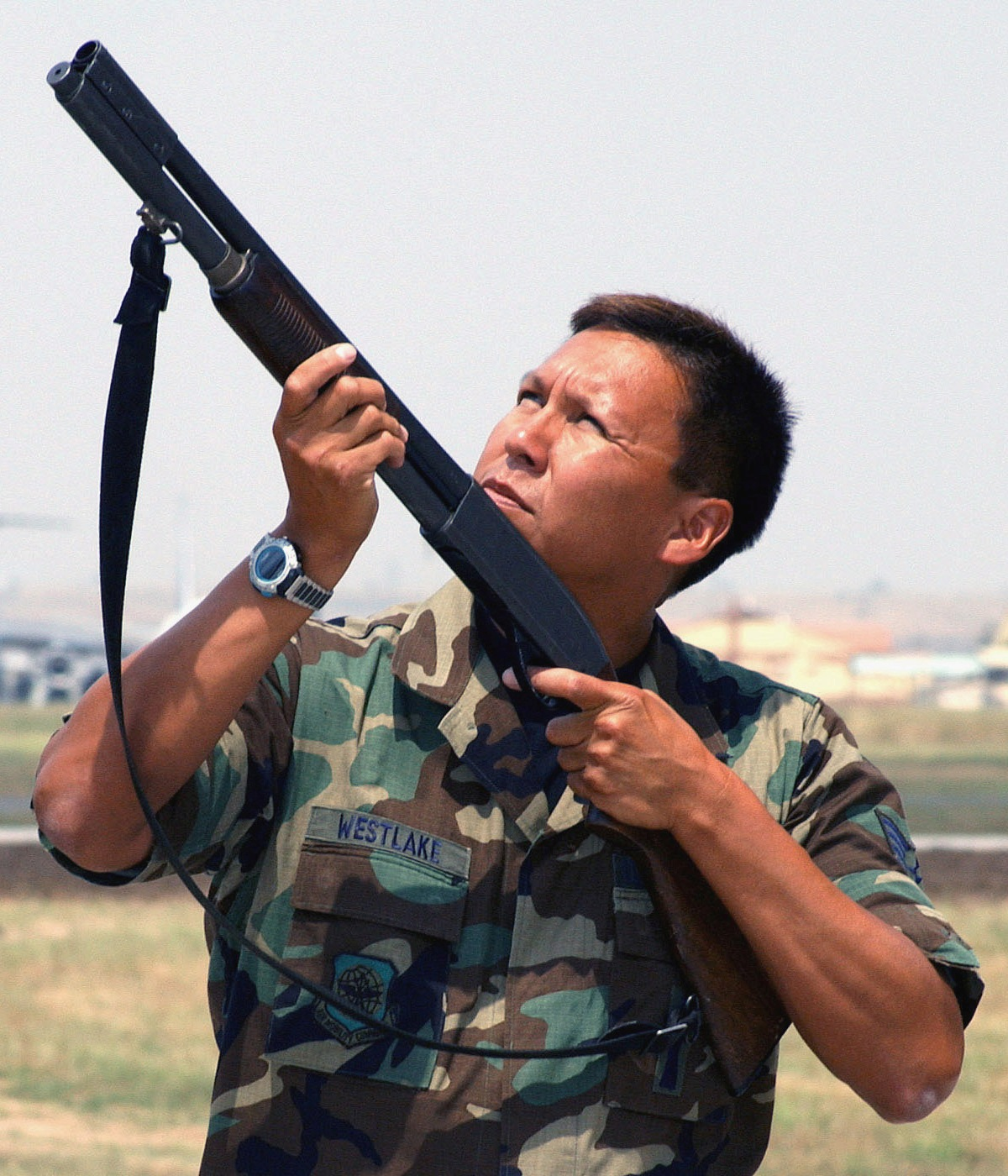
En la Base aérea de Incirlik, la Remington 870 cargada con cartuchos de fogueo es el último recurso para mantener alejados a los pájaros que vuelan cerca de esta.

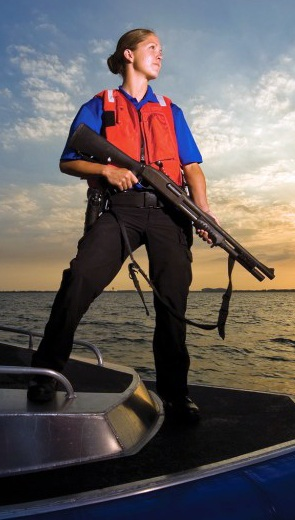
Agente de la Policía Aérea de la Fuerza Aérea de los Estados Unidos armada con una M870, patrullando las aguas de la Base aérea McDill.

| País           | Organización | Cantidad | Fecha | Notas                              |
| -------------- | --- | -------- | ----- | ---------------------------------- |
| Afganistán     | _ | _        | _     | [ 15 ]                             |
| Alemania       | Bundeswehr | _        | _     | [ 8 ] [ 16 ]                       |
| Argentina      | Ejército Argentino | _        | _     | [ 15 ]                             |
| Australia      | Fuerza de Defensa Australiana | _        | _     | [ 8 ] [ 17 ] [ 18 ]                |
| Austria        | EKO Cobra | _        | _     | [ 8 ] [ 19 ]                       |
| Bangladés      | Fuerzas Armadas de Bangladés | _        | _     | [ 8 ] [ 20 ]                       |
| Bangladés      | SWAT de la Policía Metropolitana de Daca | _        | _     | [ 8 ] [ 21 ]                       |
| Bélgica        | Unidades Especiales de la Policía Federal | _        | _     | [ 19 ]                             |
| Bélgica        | Ejército Belga | _        | 2008  | [ 22 ]                             |
| Canadá         | Fuerzas Canadienses | _        | _     | [ 8 ] [ 23 ]                       |
| Canadá         | Policía Montada del Canadá (RCMP) | _        | _     | [ 8 ] [ 24 ]                       |
| Canadá         | Guardia Costera de Canadá (GCC) | _        | _     | [ 25 ]                             |
| Canadá         | Policía Provincial de Ontario (PPO) | _        | _     | [ 8 ] [ 24 ]                       |
| Canadá         | Servicio Policial de London (SPL) | _        | _     | [ 26 ]                             |
| Canadá         | _ |          |       |                                    |
| Colombia       | Policía Nacional de Colombia | _        | 1980  | [ 27 ]                             |
| Colombia       | Ejército Nacional de Colombia | _        | 1980  | [ 28 ]                             |
| Colombia       | Comando conjunto de operaciones especiales (CCOES) | _        | 2007  | [ 29 ]                             |
| Chile          | Gendarmería de Chile | _        | _     | [ 15 ]                             |
| Corea del Sur  | Flotilla Naval de Guerra Especial de la República de Corea. | _        | _     | [ 30 ]                             |
| Ecuador        | _ | _        | _     | [ 15 ]                             |
| Estados Unidos | Fuerzas Armadas de los Estados Unidos (designada M870) | _        | _     | [ 31 ]                             |
| Estados Unidos | Servicio Secreto de los Estados Unidos | 1,600    | 2001  | [ 32 ]                             |
| Estados Unidos | Patrulla Fronteriza de los Estados Unidos | _        | _     | [ 33 ]                             |
| Estados Unidos | Departamento de Educación de los Estados Unidos | _        | _     | [ 34 ]                             |
| Estados Unidos | Internal Revenue Service | _        | _     | [ 35 ]                             |
| Estados Unidos | FBI (incluyendo su SWAT y el Equipo de Rescate de Rehenes) |          |       | [ 8 ]                              |
| Estados Unidos | Cuerpo de Alguaciles de Estados Unidos |          |       | [ 8 ]                              |
| Estados Unidos | Varias fuerzas policiales como la Patrulla de Caminos de California (desde 1965), el Departamento de Policía de Los Ángeles, el Departamento de Policía de Sparta, Nueva Jersey, el Departamento de Prisiones de Alaska y la Policía de Pensilvania. | _        | _     | [ 36 ] [ 37 ] [ 38 ] [ 39 ] [ 40 ] |
| Finlandia      | Ejército finlandés | _        | _     | [ 8 ] [ 41 ]                       |
| Grecia         | EKAM, unidad antiterrorista de la Policía griega | _        | _     | [ 8 ] [ 42 ]                       |
| Irak           | _ | _        | _     | [ 15 ]                             |
| Irán           | Fuerza Disciplinaria de la República Islámica de Irán | _        | _     | [ 8 ]                              |
| Irlanda        | Army Ranger Wing | _        | 2000  | [ 8 ] [ 43 ]                       |
| Israel         | Fuerzas de Defensa de Israel y el YAMAM | _        | _     | [ 44 ]                             |
| Luxemburgo     | Unité Spéciale de la Police, unidad de la Policía del Gran Ducado | _        | _     | [ 45 ] [ 46 ] [ 47 ]               |
| Malasia        | Real Policía de Malasia | _        | _     | [ 8 ]                              |
| Malasia        | Departamento de Prisiones de Malasia | _        | _     | [ 8 ]                              |
| Malasia        | Guardia Costera de Malasia | _        | _     | [ 8 ]                              |
| Malasia        | Departamento de Inmigración de Malasia | _        | _     | [ 8 ]                              |
| Malasia        | Cuerpo de Voluntarios del Pueblo | _        | _     | [ 8 ]                              |
| Malasia        | Varias unidades de Fuerzas Especiales: - Grup Gerak Khas' - Fuerzas de Élite del Estado de Johor - Pasukan Khas Laut (PASKAL) - Pasukan Khas Udara (PASKAU) - Pasukan Gerakan Khas - Unit Gempur Marin - Grup Taktikal Khas                          | _        | _     | [ 8 ] [ 48 ] [ 49 ]                |
| México         | | _        | _     | [ 15 ]                             |
| Noruega        | | _        | _     | [ 15 ]                             |
| Reino Unido    | Fuerzas Especiales del Reino Unido (designada L74A1) y algunos oficiales especialistas en armas (como arma para forzar puertas) | _        | _     | [ 50 ]                             |
| Suecia         | Fuerzas Armadas de Suecia | _        | _     | [ 51 ]                             |
| Suiza          | Fuerzas Armadas Suizas (designada Mehrzweckgewehr 91; MzGw 91) | _        | _     | [ 52 ]                             |
| Taiwán         | Guardia Costera de Taiwán, Ejército de Reserva de Taiwán (escopeta T85) | _        | _     | [ 53 ]                             |
| Uruguay        | Ejército Nacional y Policía Nacional | _        | _     | [cita requerida]                   |
| Vietnam        | Fuerza Policial Móvil (Canh Sat Co Dong) | _        | _     | [ 54 ]                             |